# Holotrichia setosifrons
Holotrichia setosifrons är en skalbaggsart som beskrevs av Muhammad Sharif Khan och Ghai 1982. Holotrichia setosifrons ingår i släktet Holotrichia och familjen Melolonthidae. Inga underarter finns listade i Catalogue of Life.